# Бастион HESCO
Бастион HESCO (Hesco Bastion) — современный вид габиона, разработанный Дж. Хесселденом в 1989 году в городе Лидс Англия, выпускается с 1990 года фирмой HESCO Bastion Ltd для защиты военных объектов, борьбы с наводнениями и почвенной эрозией. Иногда используется название HESCO Concertainer или блоки Concertainer.
Сами блоки представляют собой тканевый контейнер с сетчатым металлическим каркасом. Блоки Concertainer изготавливаются из полипропилена, на который накладывается каркас из стальной проволоки. Сами блоки могут быть заполнены любым материалом с сыпучими свойствами: песком, гравием, щебнем, камнями или глиной.
В военной сфере может применяться для защиты полевых лагерей, пунктов складирования оборудования и военной техники, защиты личного состава, а также для оборудования огневых точек, контрольно-пропускных пунктов и блокирования районов боевых действий. Также может использоваться для постройки временных помещений бытового и хозяйственного назначения.
Использование технологии HESCO bastion позволяет возвести заменяющие 1 500 мешков с песком оборонительные сооружения за 20 минут (для сравнения традиционный способ возведения преград аналогичных свойств требует задействования 10 солдат на 7 часов).